# Canela
Canela, có nghĩa Quế (hoặc tibia) trong tiếng Bồ Đào Nha), là một thị trấn nằm ở Serra Gaúcha của Rio Grande do Sul, Brazil. Cả Canela và vùng lân cận Gramado là những khu du lịch quan trọng và cả hai đều thu hút nhiều du khách mỗi năm. Du lịch sinh thái rất phổ biến trong khu vực và có nhiều cơ hội để đi bộ đường dài, leo núi, cưỡi ngựa và đi bè trên sông.

## Du lịch
Điểm thu hút khách du lịch chính ở Canela là Parque do Caracol, Nhà thờ Stone và thác Caracol (Cascata do Caracol). Giống như thị trấn Gramado, Canela là một du lịch lớn thu hút trong mùa đông, nơi tuyết rơi có thể xảy ra, và trong kỳ nghỉ Giáng sinh và hội đồng thành phố Canela sàn hội đồng với đèn chiếu sáng và trang trí lễ hội khác.
Canela là một phần của Rota Romântica hoặc Đường Lãng mạn, một con đường vòng tuyệt đẹp.
Hình phục dựng sự cố trật đường ray Montparnasse đã được xây dựng bên ngoài công viên chủ đề bảo tàng Mundo a Vapor trong thành phố.